# Acontia hausmanni
Acontia hausmanni is een vlinder van de familie van de uilen (Noctuidae). De wetenschappelijke naam van deze soort is voor het eerst voorgesteld door Hermann Hacker in een publicatie uit 2010.
De soort komt voor in Congo-Kinshasa, Oeganda, Kenia en Tanzania.